# Hüttingen an der Kyll

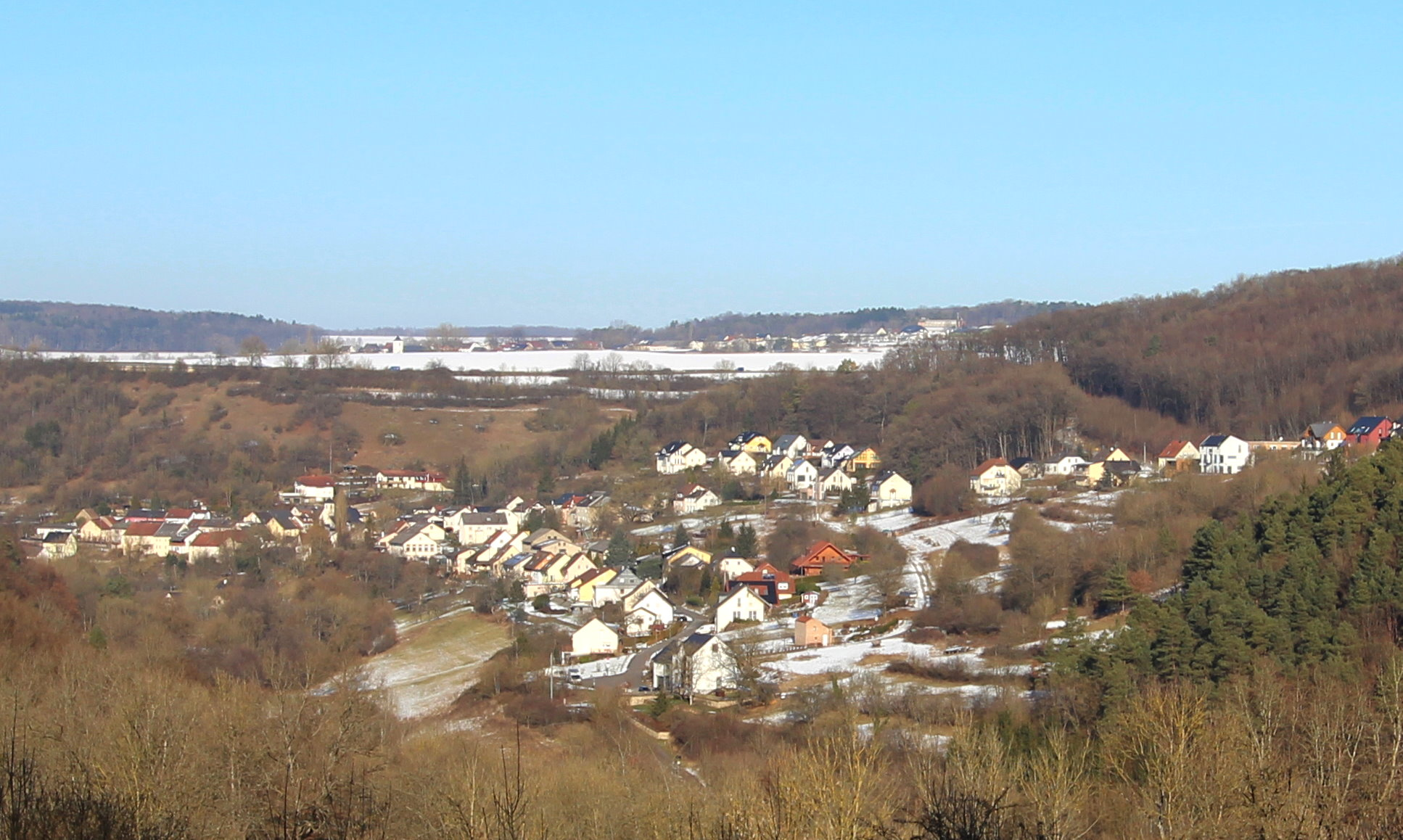
Hüttingen a.d. Kyll

Hüttingen an der Kyll ist eine Ortsgemeinde im Eifelkreis Bitburg-Prüm in Rheinland-Pfalz. Sie gehört der Verbandsgemeinde Bitburger Land an.

## Geographische Lage
Hüttingen an der Kyll liegt in einem Tal, rund 6 km östlich von Bitburg. Der Ort ist von steilen Hängen umgeben, die größtenteils von Waldbeständen geprägt sind. Der Fluss Kyll fließt durch den gesamten Ort und nimmt innerhalb der Ortslage von rechts den Daufenbach auf.

## Geschichte
Funde aus römischer Zeit lassen auf eine frühe Besiedelung des Areals schließen. 1912 wurden zwei bedeutende Gräberfelder geplündert. Es handelte sich zum einen um gallorömische Gräber und zum anderen um spätlatènezeitliche und frührömische Brandgräber.
Keramikfunde wiesen auf eine Siedlung aus dem zweiten Jahrhundert hin, diese Überreste wurden jedoch im Zuge des Bahnbaus zerstört. Hüttingen wird erstmals 844 in einer Tauschurkunde zwischen Graf Sigard und dem Kloster Prüm als „Uttingtron“ urkundlich erwähnt (Goerz, Mrh. Reg. I, Nr. 553. u. MARX, Pfarrsystem S. 23). Aus dem Jahre 1570 ist die Existenz einer Kapelle mit dreiseitigem Chorschluss und Portal in der Westfront überliefert.
Bis zur napoleonischen Regentschaft gehörte Hüttingen zur Herrschaft Seinsfeld und zur Propstei Bitburg in der Grafschaft Luxemburg. 1795 kam der Ort unter französischer Verwaltung zur Mairie Metterich im Kanton Dudeldorf. Nach dem Wiener Kongress 1815 wurde Hüttingen preußisch und gehörte innerhalb des Regierungsbezirkes Trier und des Kreises Bitburg zur Rheinprovinz. Die Mairie Metterich wurde seit 1824 in Personalunion von der Bürgermeisterei Dudeldorf verwaltet. Nach dem Zweiten Weltkrieg wurde Hüttingen 1949 Teil des neu gegründeten Landes Rheinland-Pfalz. Im Zuge der rheinland-pfälzischen Kommunalreform 1969/70 wurde Die Verbandsgemeinde Dudeldorf aufgelöst und Hüttingen an der Kyll in die Verbandsgemeinde Bitburg-Land integriert; heute Bitburger-Land.
1778 hatte der Katzengraben, der die Gemarkungsgrenze zwischen Metterich und Hüttingen bildet, infolge eines starken Platzregens Hochwasser geführt und im Ort großen Schaden angerichtet. Mehrere Häuser wurden zerstört, u. a. die Mühle. Zahlreiche Todesopfer waren zu beklagen.
Bevölkerungsentwicklung
Die Entwicklung der Einwohnerzahl von Hüttingen an der Kyll, die Werte von 1871 bis 1987 beruhen auf Volkszählungen:
| Jahr | Einwohner |
| ---- | --------- |
| 1815 | 241       |
| 1835 | 305       |
| 1871 | 317       |
| 1905 | 327       |
| 1939 | 338       |
| 1950 | 386       |
| 1961 | 382       |

| Jahr | Einwohner |
| ---- | --------- |
| 1970 | 360       |
| 1987 | 348       |
| 1997 | 328       |
| 2005 | 340       |
| 2011 | 337       |
| 2017 | 350       |
| 2023 | 348       |

## Politik

### Gemeinderat
Der Gemeinderat in Hüttingen an der Kyll besteht aus acht Ratsmitgliedern, die bei der Kommunalwahl am 9. Juni 2024 in einer Mehrheitswahl gewählt wurden, und dem ehrenamtlichen Ortsbürgermeister als Vorsitzendem.

### Bürgermeister
Pascal Liewer wurde am 4. Oktober 2022 Ortsbürgermeister von Hüttingen. Da für eine im August 2022 angesetzte Direktwahl kein Wahlvorschlag eingereicht wurde, erfolgte seine Wahl gemäß der rheinland-pfälzischer Gemeindeordnung durch den Rat der Gemeinde. Bei der Direktwahl am 9. Juni 2024 wurde er als einziger Bewerber mit einem Stimmenanteil von 88,8 % für weitere fünf Jahre in seinem Amt bestätigt.
Sein Vorgänger Frank Colling war bei der Direktwahl am 26. Mai 2019 mit einem Stimmenanteil von 85,39 % für fünf Jahre gewählt worden. Im Mai 2022 legte Colling sein Amt jedoch vorzeitig nieder. Bis zum Amtsantritt des Nachfolgers übernahm der Erste Beigeordnete, Konrad Zürbig, geschäftsführend seine Aufgaben. Collings Vorgänger Leo Maus hatte das Amt von 1984 bis 2019 ausgeübt.

### Wappen
| Wappen von Hüttingen an der Kyll |
| Wappenbegründung: Das Wappen weist auf die jahrhundertelange Zugehörigkeit zur Abtei Prüm hin, was auf die Abtskrümme im unteren Schildteil zurückzuführen ist, während das Antoniuskreuz auf den Orts- und Kirchenpatron hinweist. Die durch Hüttingen fließende Kyll wird durch den Wellenschnitt symbolisiert. |

## Kultur und Sehenswürdigkeiten

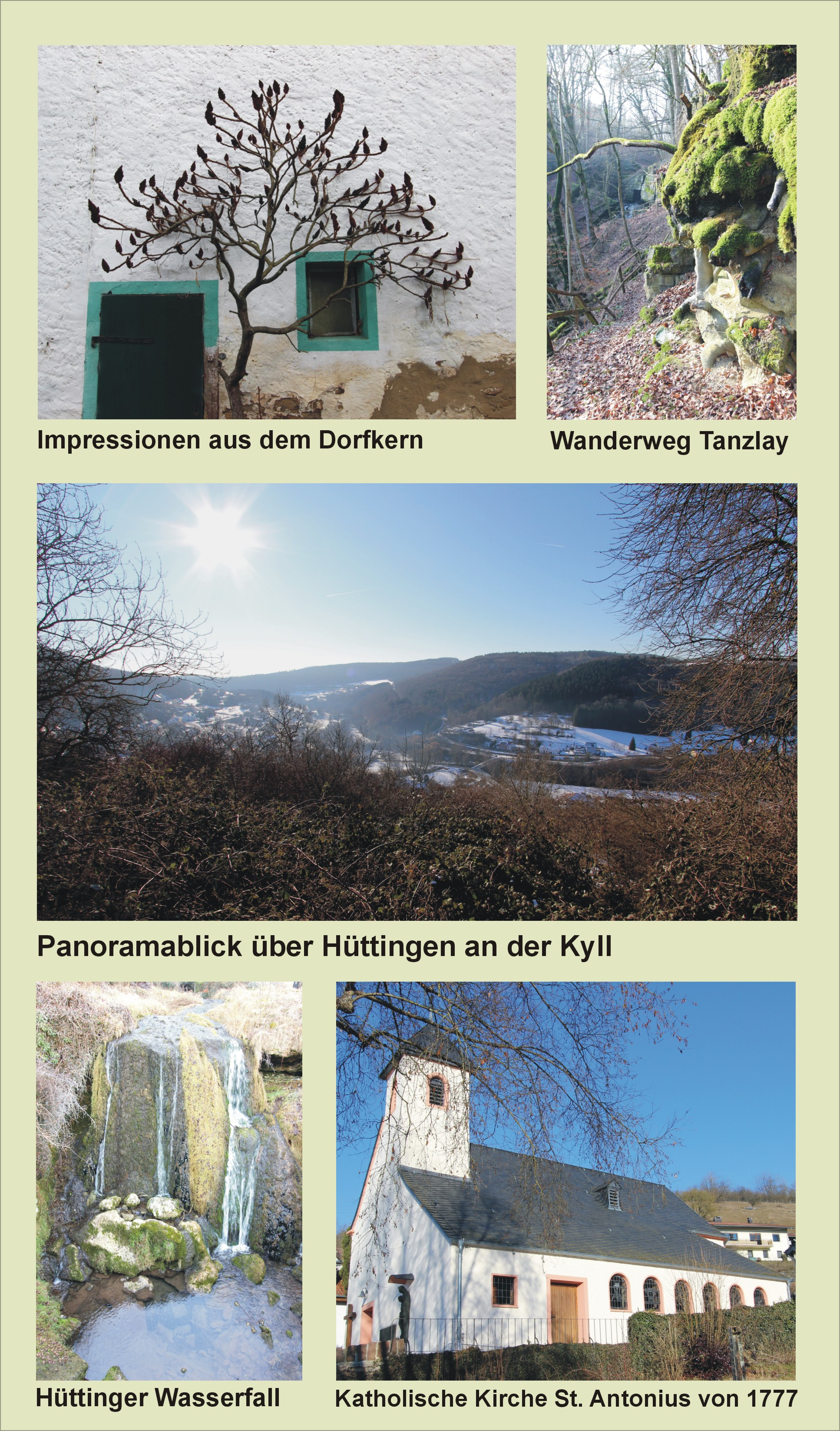
Sehenswürdigkeiten des Ortes Hüttingen a.d. Kyll.

### Bauwerke

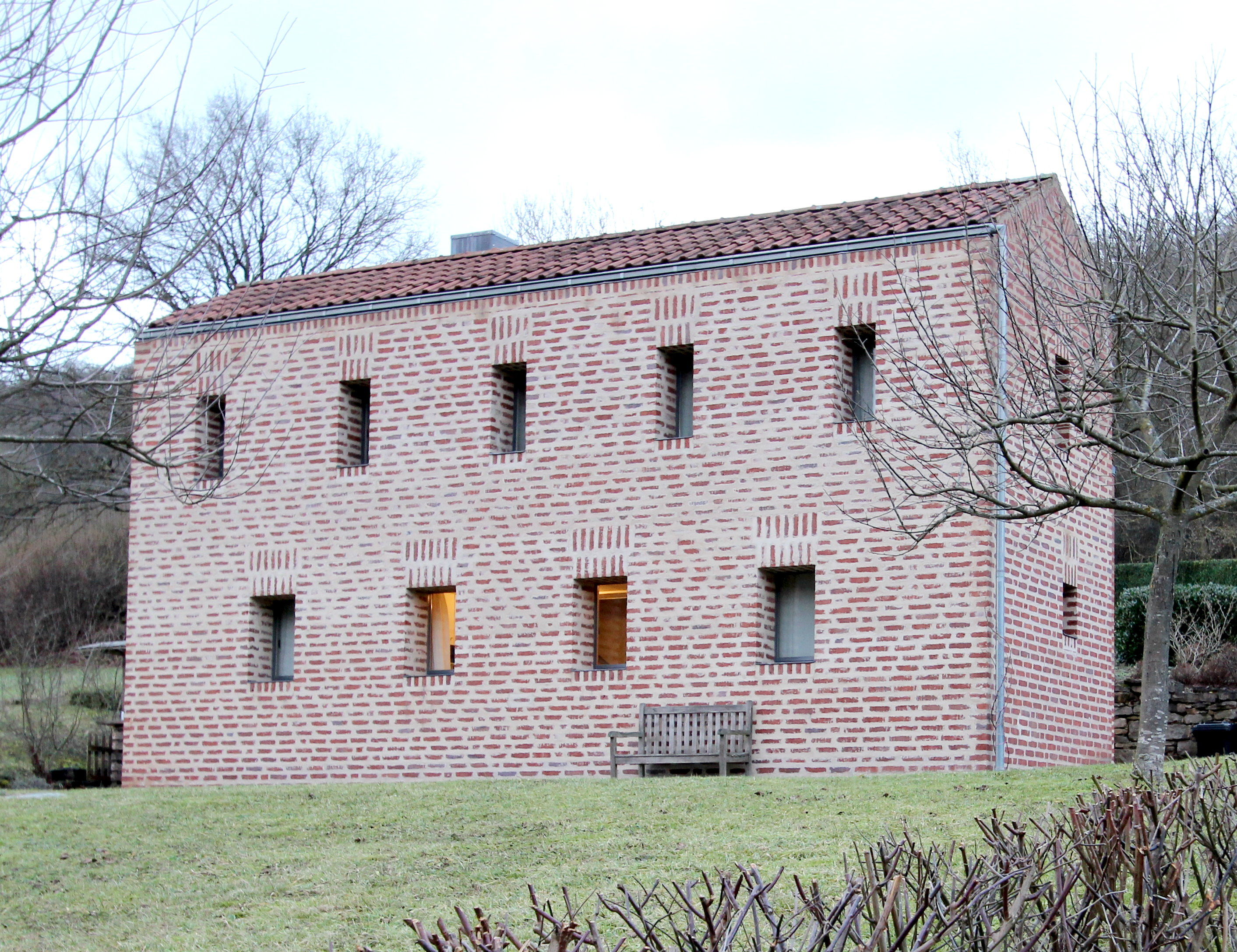
Bienefeld-Haus

- Katholische Filialkirche St. Antonius von 1777
- Kleines Wohnhaus aus Backstein vom Architekten Nikolaus Bienefeld (Schulstraße 33)
- Ehemalige Hüttinger Mühle „Richhartzmühle“ von 1795 (Hauptstraße 2).
- Über das Gemeindegebiet sind einige – teils sehr alte – Wegekreuze verteilt.
- Ortsbildprägendes Wohnhaus mit Treppengiebel von 1779.

### Grünflächen und Naherholung

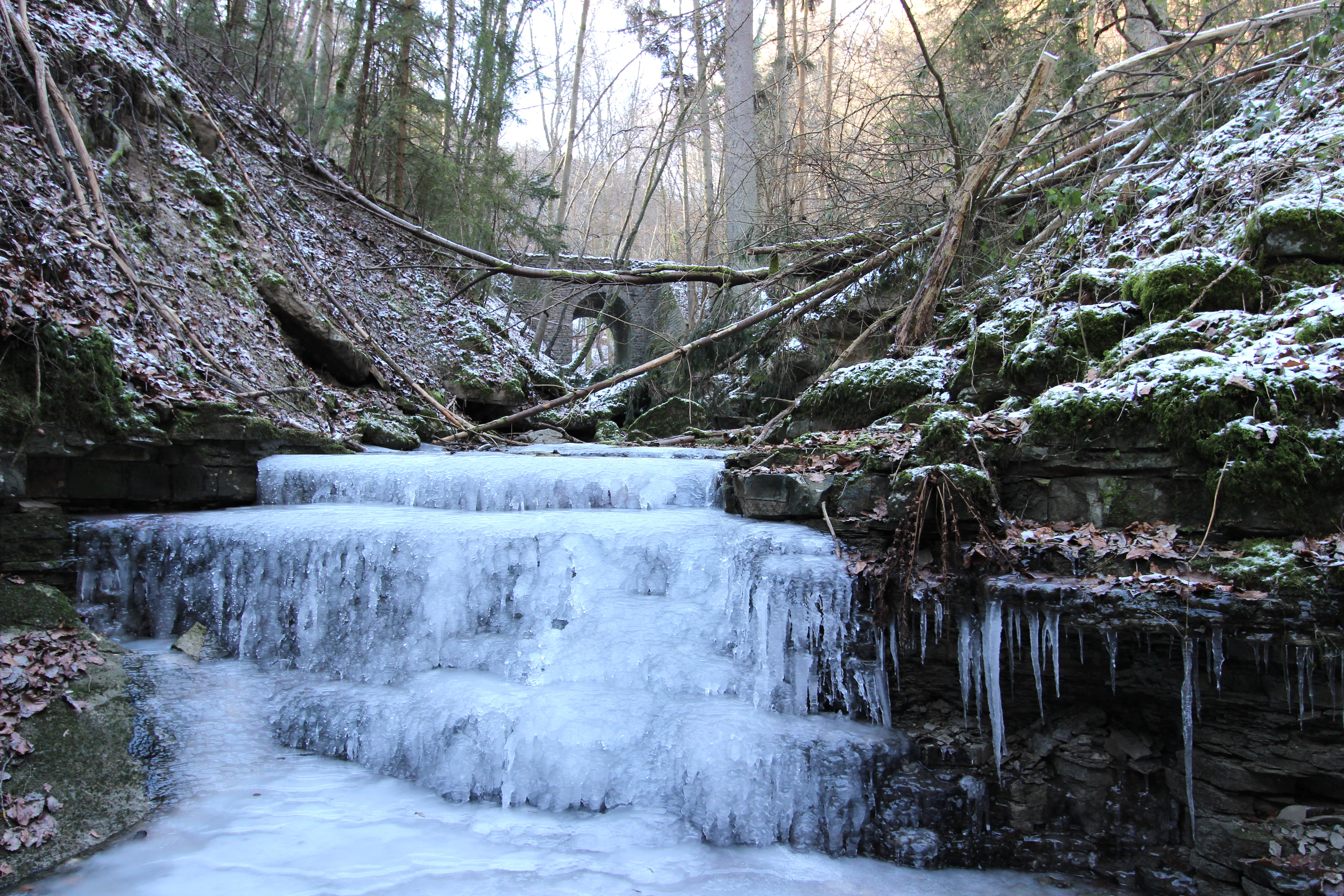
Der Daufenbach im Winter

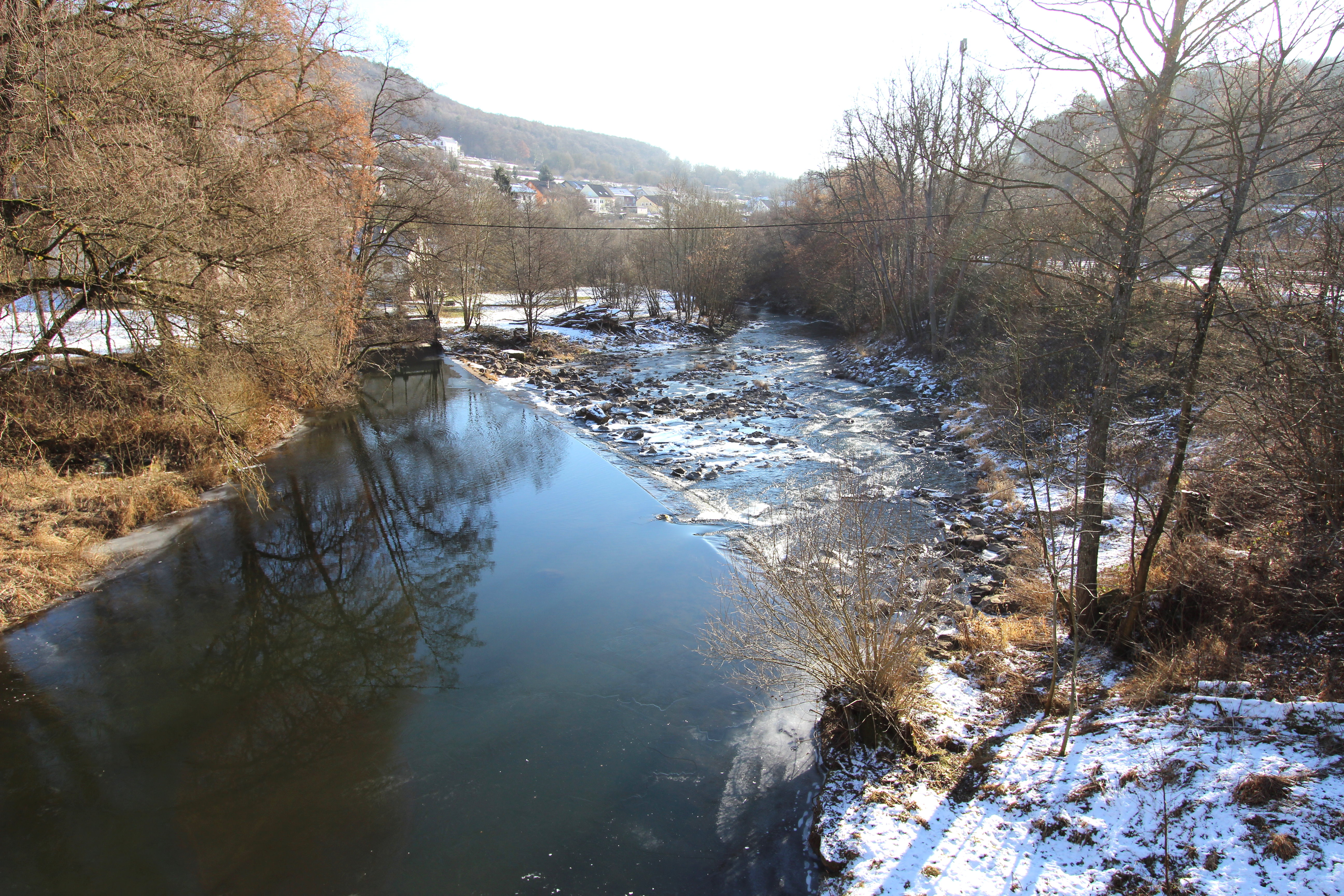
Raugerinnebecken der Kyll

- Naturdenkmal „Hüttinger Wasserfall“ in der Dorfmitte.[13]
- Erlebnispfad „Tanzlay“ – die Schlucht mit gewaltigen Kalksteinplatten und dem herabstürzenden Daufenbach
- Wanderrouten von und nach Hüttingen an der Kyll.[14][15]
- Der 2011 gebaute Raugerinnebeckenpass der Kyll an der Hüttinger Mühle.[16][17]
- Naturschutzgebiet Streuobstwiesen und Hecken am Münchensberg bei Hüttingen südlich des Ortes

### Regelmäßige Veranstaltungen
- Jährliches Kirmes- bzw. Kirchweihfest wird am Sonntag nach dem 17. Januar (Antonius der Große) gefeiert.
- Traditionelles Ratschen oder Klappern am Karfreitag und Karsamstag.
- Hüttenbrennen am ersten Wochenende nach Aschermittwoch (sogenannter Scheef-Sonntag)[18][19]

## Naturschutz
- Am 7. Juni 1995 wurden die Naturschutzgebiete In der Held bei Hüttingen mit der Nummer NSG-7232-077 und Wingertsberg bei Hüttingen mit der Nummer NSG-7232-090 ausgewiesen.
- Am 8. Dezember 1999 wurde das Naturschutzgebiet Am Münchensberg bei Hüttingen mit der Nummer NSG-7232-097 ausgewiesen.[20]

## Verkehr

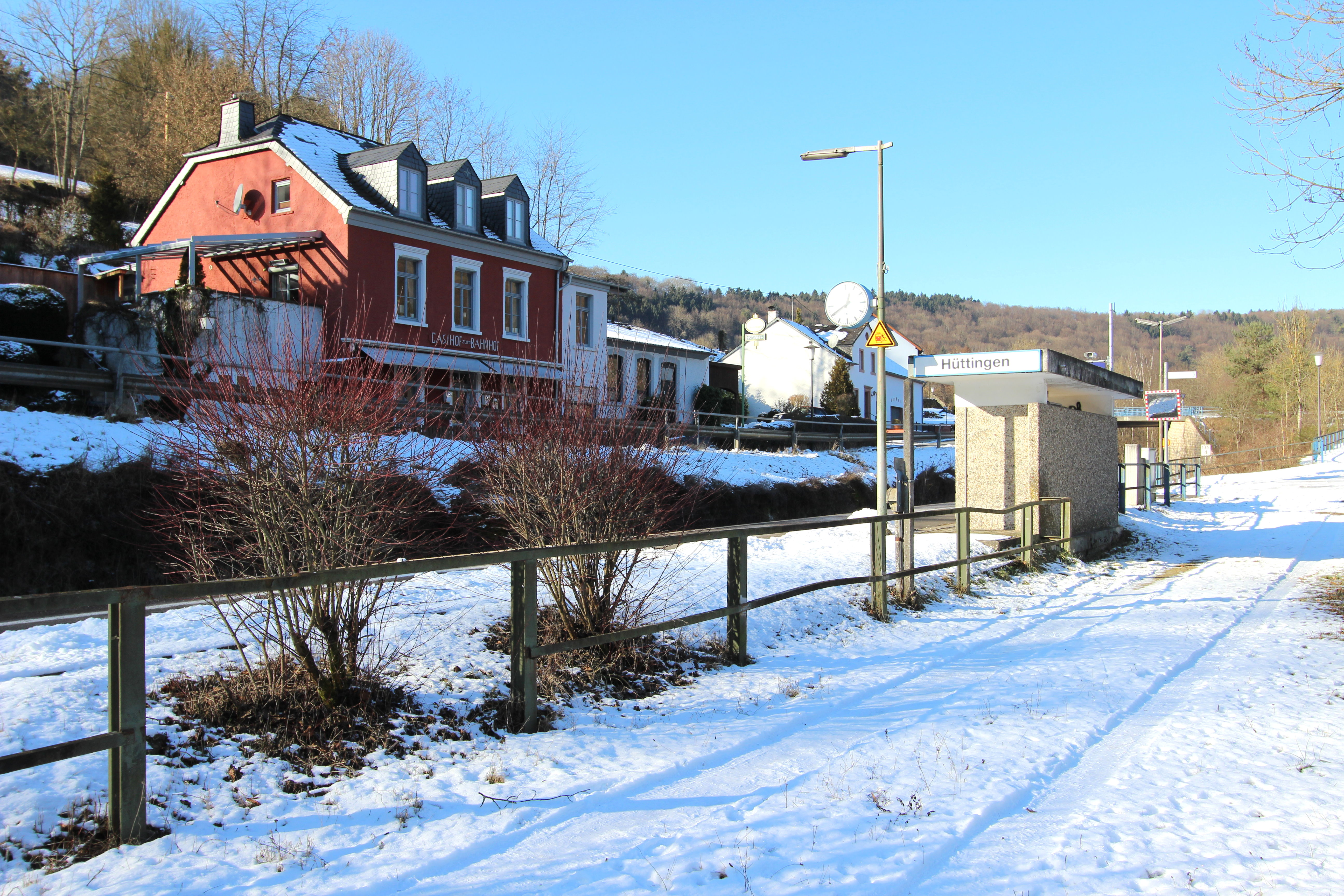
Haltepunkt Hüttingen

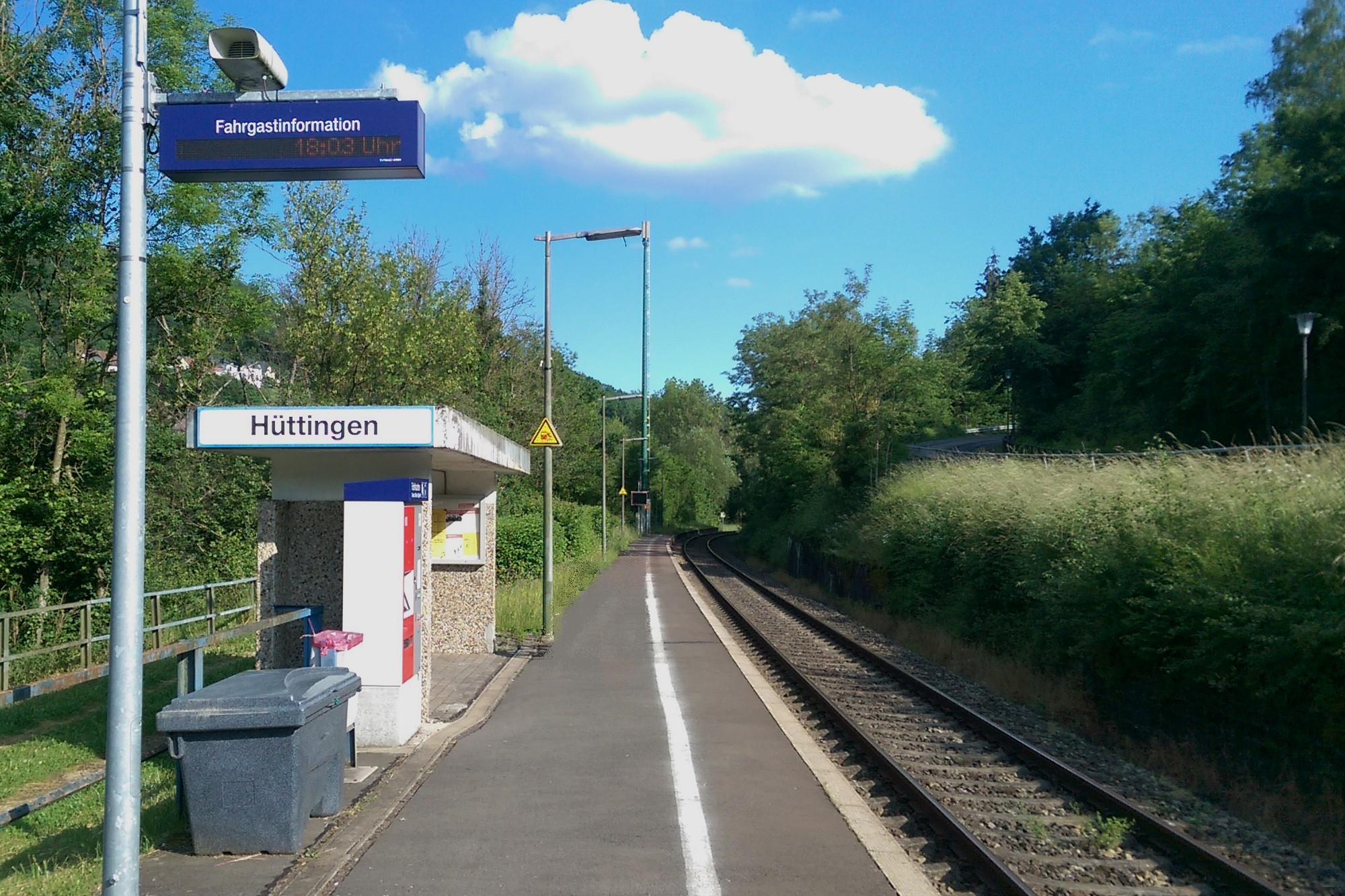
Auf dem Bahnsteig

Der Haltepunkt Hüttingen liegt an der Eifelstrecke. Der Bedarfshalt wird von den Zügen des Schienenpersonennahverkehrs der Linie RB 22 bedient:
| Linie       | Verlauf | Takt   |
| ----------- | --- | ------ |
| RE 22 RB 22 | Eifel-Express: Köln Messe/Deutz – Köln Hbf – Köln West – Köln Süd – Erftstadt – Weilerswist – Euskirchen – Mechernich – Kall – Urft (Steinfeld) – Nettersheim – Blankenheim (Wald) – Schmidtheim – Dahlem (Eifel) – Jünkerath – Lissendorf – Oberbettingen-Hillesheim – Gerolstein (Gattungswechsel RE/RB) – Birresborn – Mürlenbach – Densborn – Usch/Zendscheid – St. Thomas – Kyllburg – Bitburg-Erdorf – Hüttingen – Philippsheim – Speicher – Auw an der Kyll – Daufenbach – Kordel – Ehrang – Pfalzel – Trier Hbf (aufgrund von Hochwasserschäden längerfristig im Schienenersatzverkehr zwischen Kall und Gerolstein) Stand: April 2023 | 60 min |

Es kommen Fahrzeuge der Baureihen 620 und 622 zum Einsatz.
Für den gesamten öffentlichen Personennahverkehr (ÖPNV) gilt der Tarif des Verkehrsverbunds Region Trier (VRT).

## Persönlichkeiten
- Michael Gierens (1888–1937), römisch-katholischer Dogmatiker